# Eurysthea rotundicollis
Eurysthea rotundicollis är en skalbaggsart som först beskrevs av Martins 1995.  Eurysthea rotundicollis ingår i släktet Eurysthea och familjen långhorningar. Inga underarter finns listade i Catalogue of Life.